# Willy Kleen
Carl William "Willy" Kleen, född 31 augusti 1884 i Norderhovs kommun, Norge, död 7 januari 1966 i Rom, var en svensk militär och författare.
Willy Kleen var son till läkaren Emil Kleen. Efter mogenhetsexamen vid Beskowska skolan 1903 blev han volontär vid Svea artilleriregemente, avlade officersexamen 1905 och blev därefter 1905 befordrad till underlöjtnant. Kleen genomgick 1907-1908 Artilleri- och ingenjörhögskolan, befordrades 1908 till löjtnant, genomgick Krigshögskolan 1915-1917 och befordrades därefter till kapten 1917. Redan 1910-1913 hade Kleen varit kommenderad till Generalstabens krigshistoriska avdelning och från sin tid därifrån publicerade han 1915 en undersökning av 1814 års fälttåg i Norge. 1918-1922 och 1925-1930 var han lärare i krigshistoria, militärgeografi och strategi vid Krigshögskolan. Under en ny tjänstgöring vid Generalstaben 1921-1922 färdigställde han Generalstabens tidigare påbörjade arbete om 1808-1809 års krig.
Kleen var 1919-1921 sekreterare hos sakkunniga för utredning och avgivande av förslag till arméns och marinens flygvapen. 1922 utnämndes han till kapten i Generalstaben och kom som sådan att verka som sakkunnig i flera riksdagsutredningar bland annat utarbetandet av ny härordning 1923-1924 och delta i författandet av partimotioner åt högerpartiet och liberalerna. Kleen befordrades 1926 till major och var 1926-1932 avdelningschef vid kommunikationsavdelningen inom Generalstaben. Han befordrades 1930 till överstelöjtnant i armén, 1931 i generalstaben och erhöll 1932 överstelöjtnants post vid generalstaben. 1933 blev han överstelöjtnant vid Svea artilleriregemente och 1936 överste på reservstat vid Östra arméfördelningen.
Kleen var 1936-1938 medarbetare Nya Dagligt Allehanda och anställdes 1939 vid Åhlén & Åkerlunds förlag AB. Han skrev därefter i förlagets tidning Vecko-Journalen, där han i sina militära analyser tog tydlig ställning mot nazismen. Kleen medverkade också i den antinazistiska organisationen Tisdagsklubben. Han var 1938-1942 områdesbefälhavare i Norrtälje och blev 1942 ledamot av styrelsen för Åhlén & Åkerlunds förlag. På äldre dagar kom han 1944-1946 att studera historia vid Uppsala universitet och avlade 1946 en filosofie kandidatexamen. Kleen var från 1925 ledamot av Krigsvetenskapsakademien. han blev riddare av Svärdsorden 1925 och av Vasaorden 1929.